# مکان ریشه‌ها

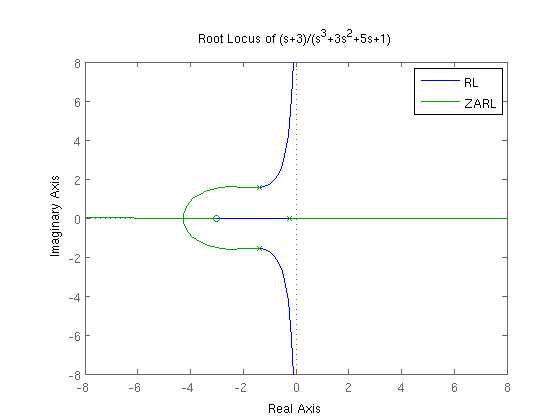
RL =مکان هندسی برای k>0 (آبی رنگ) ; ZARL = مکان هندسی برای k<0 (سبز رنگ)

مکان ریشه‌ها (انگلیسی: Root locus) روشی برای کنترل و بررسی پایداری سیستم‌ها در مهندسی کنترل است. این روش، یک روش ترسیمی برای رسم مکان هندسی ریشه‌های یک سیستم کنترلی است و با استفاده از صفر و قطب‌های سیستم حلقه باز می‌تواند پایداری سیستم حلقه بسته را بررسی کند.

## تعریف
سیستم فیدبک دار زیر را در نظر بگیرید؛
تابع تبدیل حلقه-بسته به صورت زیر محاسبه می‌شود:
{\displaystyle T(s)={\frac {Y(s)}{X(s)}}={\frac {G(s)}{1+G(s)H(s)}}}
که در آن، {\displaystyle G(s)H(s)} را می‌توان به صورت کلی زیر نوشت:
{\displaystyle G(s)H(s)=K{\frac {(s+z_{1})(s+z_{2})\cdots (s+z_{m})}{(s+p_{1})(s+p_{2})\cdots (s+p_{n})}}}
معمولاً روش کار به این صورت است که با استفاده از شرط زاویه مکان رسم می‌شود و با استفاده از شرط اندازه، مقدار K تعیین می‌شود.

### شرط زاویه
شرط زاویه بیان می‌کند که:
{\displaystyle \angle (G(s)H(s))=\pi }
در نتیجه می‌توان شرط زیر را برای K اعمال کرد:
{\displaystyle \sum _{i=1}^{m}\angle (s+z_{i})-\sum _{i=1}^{n}\angle (s+p_{i})=\pi }

### شرط اندازه
شرط اندازه بیان می‌کند که:
{\displaystyle |G(s)H(s)|=1}
در نتیجه می‌توان شرط زیر را برای K اعمال کرد:
{\displaystyle K{\frac {|s+z_{1}||s+z_{2}|\cdots |s+z_{m}|}{|s+p_{1}||s+p_{2}|\cdots |s+p_{n}|}}=1}.